# Serbia y Montenegro en los Juegos Paralímpicos de Atenas 2004
Serbia y Montenegro estuvo representado en los Juegos Paralímpicos de Atenas 2004 por cinco deportistas masculinos.

## Medallistas
El equipo paralímpico obtuvo las siguientes medallas:
| Nombre        | Deporte       | Evento                 |
| ------------- | ------------- | ---------------------- |
| Oro           |               |                        |
| —             |               |                        |
| Plata         |               |                        |
| —             |               |                        |
| Bronce        |               |                        |
| Miloš Grlica  | Atletismo     | Jabalina F12 masculino |
| Zlatko Kesler | Tenis de mesa | Individual 3 masculino |